# فريدا فورناندر
فريدا ماريا فورناندر (من مواليد 4 يوليو 1995) عارضة أزياء وحاملة لقب ملكة جمال سويدية توجت بمسابقة ملكة جمال الأرض السويد 2014 ، وتنافس في مسابقة ملكة جمال الأرض 2014. في وقت لاحق، فازت أيضا ملكة جمال كون السويد 2017 وتنافس في مسابقة ملكة جمال الكون 2017.
قبل التنافس في مسابقة ملكة جمال الأرض، كانت فريدا قد فازت بالفعل بلقب ملكة جمال مراهقات السويد 2011 و ملكة جمال مراهقات موديل الكون 2012.عملت فريدا فورناندر بعد تلك عارضة أزياء عالمية منذ عام 2011.